# Hapoel Tel Aviv FC
Hapoel Tel Aviv FC är en israelisk fotbollsklubb i israeliska högsta divisionen.
Klubben grundades 1923 och är ett av de bästa lagen i Israel. De har bland annat vunnit 13 mästerskapstitlar, 11 nationella cuper, 1 asiatiskt klubbmästerskap och nådde till kvartsfinal i UEFA-cupen 2001/2002. Hapoel Tel Aviv FC spelar i röda tröjor och vita shorts på sina hemmamatcher och i helsvart borta. 

## Arena
Hapoel Tel Aviv FC spelar sina hemmamatcher på Bloomfield Stadium i Tel Aviv, Israel. Hapoel Tel-Aviv FC spelar i röda tröjor med vita shorts vid hemmamtcher och i helsvart på bortaplan. Arenan rymmer cirka 29 400 åskådare.

## Fans
Lagets fan-klubb kallar sig för Israels röda djävlar och sammanlänkas ofta med socialistiska ideologier.

## Placering senaste säsonger
| Säsong  | Nivå | Liga        | Placering | Referens | Notering                    |
| ------- | ---- | ----------- | --------- | -------- | --------------------------- |
| 2009/10 | 1    | Ligat ha'Al | 1         | [ 1 ]    | State Cup: CUP              |
| 2010/11 | 1    | Ligat ha'Al | 2         | [ 2 ]    | State Cup: CUP              |
| 2011/12 | 1    | Ligat ha'Al | 2         | [ 3 ]    | State Cup: CUP              |
| 2012/13 | 1    | Ligat ha'Al | 3         | [ 4 ]    |                             |
| 2013/14 | 1    | Ligat ha'Al | 4         | [ 5 ]    |                             |
| 2014/15 | 1    | Ligat ha'Al | 8         | [ 6 ]    |                             |
| 2015/16 | 1    | Ligat ha'Al | 9         | [ 6 ]    |                             |
| 2016/17 | 1    | Ligat ha'Al | 14        | [ 7 ]    | Nedflyttad till Liga Leumit |
| 2017/18 | 2    | Liga Leumit | 1         | [ 8 ]    | Uppflyttad till Ligat ha'Al |
| 2018/19 | 1    | Ligat ha'Al | 8         | [ 9 ]    |                             |
| 2019/20 | 1    | Ligat ha'Al | 5         | [ 10 ]   |                             |
| 2020/21 | 1    | Ligat ha'Al | 11        | [ 11 ]   |                             |
| 2021/22 | 1    | Ligat ha'Al | 5         | [ 12 ]   |                             |
| 2022/23 | 1    | Ligat ha'Al |           | [ 13 ]   |                             |

## Kända spelare
- Francis Kyeremeh
- Emmanuel Boateng
- Stefan Spirovski